# عبد الله بن خلف الدحيان
أَبُو مُحَمَّدٍ عَبْدُ اللَّٰهِ بْنُ خَلَفٍ الدَّحَيَّان الْحَرْبِيُّ(1) الْحَنْبَلِيُّ(2) السَّلَفِيُّ(3) الْأَثَرِيُّ(4) الْكُوَيْتِيُّ(5) ويُعرف اختصارًا بـ عَبْد اللَّٰه بن خَلَف الدَّحَيَّان () أو عَبْدِ اللَّٰه الدَّحيَّان (28 شوال 1292 – 28 رمضان 1349هـ / 22 سبتمبر [أيلول] 1875 – 17 فبراير [شباط] 1931م) عالم مسلم وفقيه وقاضي حنبلي وشاعر كويتي ويُلقَّب بـ «علَّامة الكويت» كما لقبه الباحث محمد بن ناصر العجمي.
نشأ عبد الله الدحيان بين أسرة علمية في مدينة الكويت فبدأ في حفظ القُرآن وتعلم الكتابة والحساب، وتعلم مبادئ الفقه واللغة العربية على يد الشيخ مُحمَّد بن عبد الله الفارس.
لما بلغ عبد الله الدحيان 18 سنة سار إلى خارج الكويت لطلب العلم فرحل إلى بلدة الزُّبَيْر في العراق ثم رحل لأداء فريضة الحج فمر بثلاث مُدُن وهم: بُرَيْدَة وعُنَيْزَة والمدينة المنورة ثم وصل أخيرًا إلى مكَّة وفيها التقى بكِبار علماء شبه الجزيرة العربية.
استقر عبد الله الدحيان في مدينة الكويت بعد رحلاته العلمية وطَلَب العلم عبر مراسلاته مع علماء المناطق المجاورة من نجد والشَّام، وعمل إمامًا وخطيبًا في مسجد ناصر بن يُوسُف البدر في منطقة القبلة وفيه كان يُدرِّس طلاب العلم.
بعد وفاة القاضي خالد بن عبد الله العدساني عُيِّنَ عبد الله الدحيان قاضيًا على الكويت بإلزام أميرها الشيخ أحمد الجابر الصباح بعد اتفاق المسؤولين على تعيينه، استمر الشيخ عبد الله الدحيان في منصب القضاء حتى وفاته وعُرف بالعدل داخل وخارج الكويت لذلك لم يُقال فيه من العلماء غير المدح.

## نسبه ونشأته

إحدى بوابات سور الكويت، المدينة التي وُلِدَ فيها الشيخ عبد الله الدَّحيَّان.

### نسبه
هو «عبد الله بن خلف بن دحيان الحربي»، هكذا وصف نفسه في أكثر من مخطوطة حيث يوضح اكتفائه بالانتساب إلى قبيلة حرب.

### نشأته
نشأ عبد الله في أسرةٍ علمية مُتَفقِّهة وكان والده المُلَّا خلف الدحيان إمامًا وخطيبًا ومعلمًا للقرآن في بلدة الْمَجْمَعَة بنجد وكان من أهل البادية، انتقل الملا خلف الدحيان إلى مدينة الكويت سنة 1285هـ/1868م نظرًا لكثرة الحُرُوب والنزاعات المُسلَّحة في منطقة نجد، واستقر في حيٍّ يقال له: سكة عنزة؛ قُرب مدرسة المباركية اليوم، وبدأ في طلب العلم فيها، وسافر إلى بلدة الزُّبَيْر في العراق لطلب العلم وهو في عمر 18 سنة ثم عاد إلى الكويت واستقر فيها معلمًا للقرآن، وُلِدَ عبد الله في مدينة الكويت في تاريخ 28 شوال 1292هـ/22 سبتمبر 1875م ورأى والده فيه مؤهلاتٍ تؤهله لحفظ القرآن فبدأ بتحفيظه القرآن بدايةً لمسيرته العلمية.

## رحلاته العلمية

### الزبير

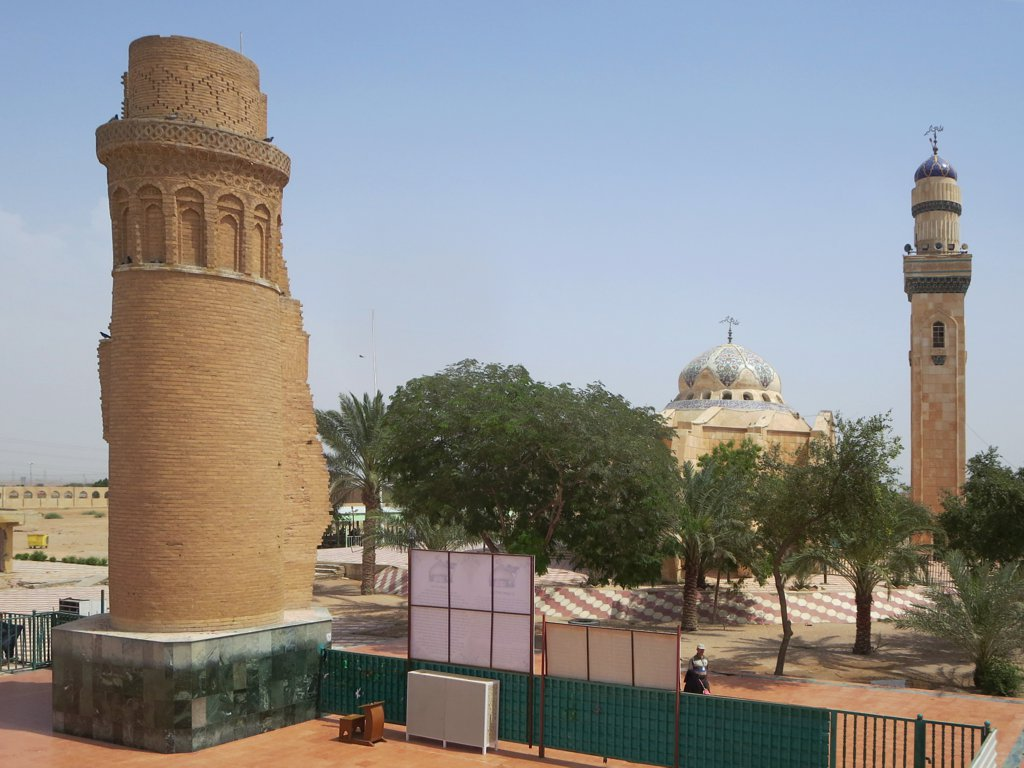
صورة لجامع خطوة الإمام علي أحد معالم مدينة الزُّبير الحديثة، تلقَّى الشَّيخ عبد الله العِلم من فُقهاء الحنبلية في هذه المدينة.

خريطة تُظهر منطقة القصيم ومُحافظاتها، يظهر موقع مدينتي بُرَيْدَة وعُنَيْزَة التي مر بهما الشيخ عبد الله الدحيان خلال رحلته للحج.

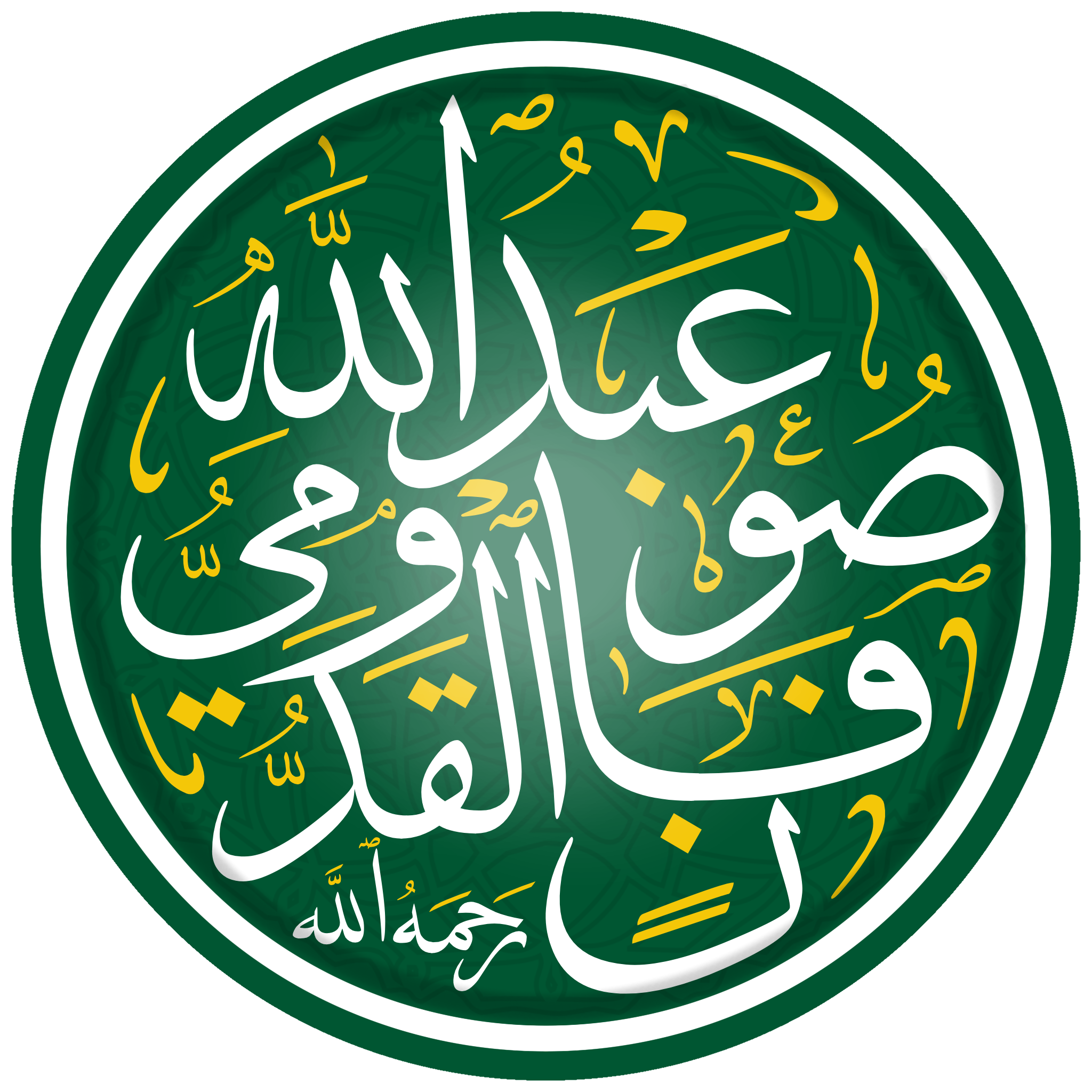
تخطيط اسم عبد الله صوفان الْقَدُّومي بخط الثُّلُث، التقى عبد الله الدحيان بالقدُّومي في المدينة المُنوَّرة.

بدأ الشيخ عبد الله رحلته العلمية في حفظ القرآن عند والده وتعلم الكتابة والحساب وأرسله إلى الشَّيخ مُحمَّد بن عبد الله الفارس ليتعلم مبادئ الفقه واللغة العربية، ولما بلغ 18 سنة سار على طريق والده في تلقي العِلم، فرحل إلى بلدة الزُّبَيْر في العراق سنة 1310هـ/1892م التي كانت مأهولةً بفقهاء الحنبلية وشرع في القراءة لهم، ومن الشيوخ الذين قرأ عليهم: صالح بن حمد المُبَيِّض، وعبد الله بن عبد الرَّحمٰن الحمود، ومُحمَّد بن عبد الله آل عوجان، ومن هؤلاء الشيوخ تعلم عبد الله الدحيان مُختلف أنواع العُلُوم الشرعية وعاد إلى الكويت حاصلًا على إجازة في القرآن وفي الفقه الحنبلي واستقر فيها مدة سنتين ثم رحل إلى بلدة الزبير مجددًا لاستكمال دروسه وبعد سنة عاد إلى الكويت مُكِبًّا على الاطلاع في كتب العُلُوم الشرعية.

### القصيم
في سنة 1324هـ/1905م رحل الشيخ عبد الله لأداء فريضة الحج مع مجموعة من علماء الكويت وانتفع عبد الله من الرحلة في معرفته بالعلماء حيث التقى بالكثير منهم، ومن ضمن هؤلاء العلماء كانوا علماء منطقة القصيم حيث أن الشيخ عبد الله خلال رحلته مَرَّ بمدن المنطقة ومنها مدينة بُرَيْدَة التي كانت مورد علم وكتب لا سيما كتب فقهاء الحنبلية، ثم مر بمدينة عُنَيْزَة التي كانت هي الأخرى موردة كتب فقهاء الحنبلية، ثم أكمل رحلته متوجهًا إلى المدينة.

### المدينة ومكة
توجه عبد الله الدحيان إلى المدينة المُنوَّرة بعد منطقة القصيم وفيها انتفع من بعض علماءها في الفقه الحنبلي، والتقى بمفتي الحنبلية في الشَّام العلَّامة عبد الله بن صوفان الْقَدُّومي في المدينة وتعلم منه الفقه الحنبلي وذكر أنه شيخه وله رحلات متكررة إليه، وأخيرًا توجه عبد الله الدحيان إلى مكة حيث كانت وجهته منذ بداية رحلته وأدى فريضة الحج وفيها اجتمع كِبار العلماء من شبه الجزيرة العربية وقرأ عليهم القرآن فأجازوه وأصبح له مراسلات معهم، ثم رحل عبد الله الدحيان إلى الهِنْد عبر البحر، ثم رحل إلى مدينة مَسْقَط، ثم رجع إلى الْكُوَيْت واستقر فيها بعد حصوله للعلم من الرحلات؛ ودوَّن عبد الله الدحيان رحلاته في قصيدة صغيرة وما زالت مخطوطتها محفوظة عند وزارة الأوقاف الكويتية.

## الاستقرار في الكويت

### المراسلات وتولي الإمامة

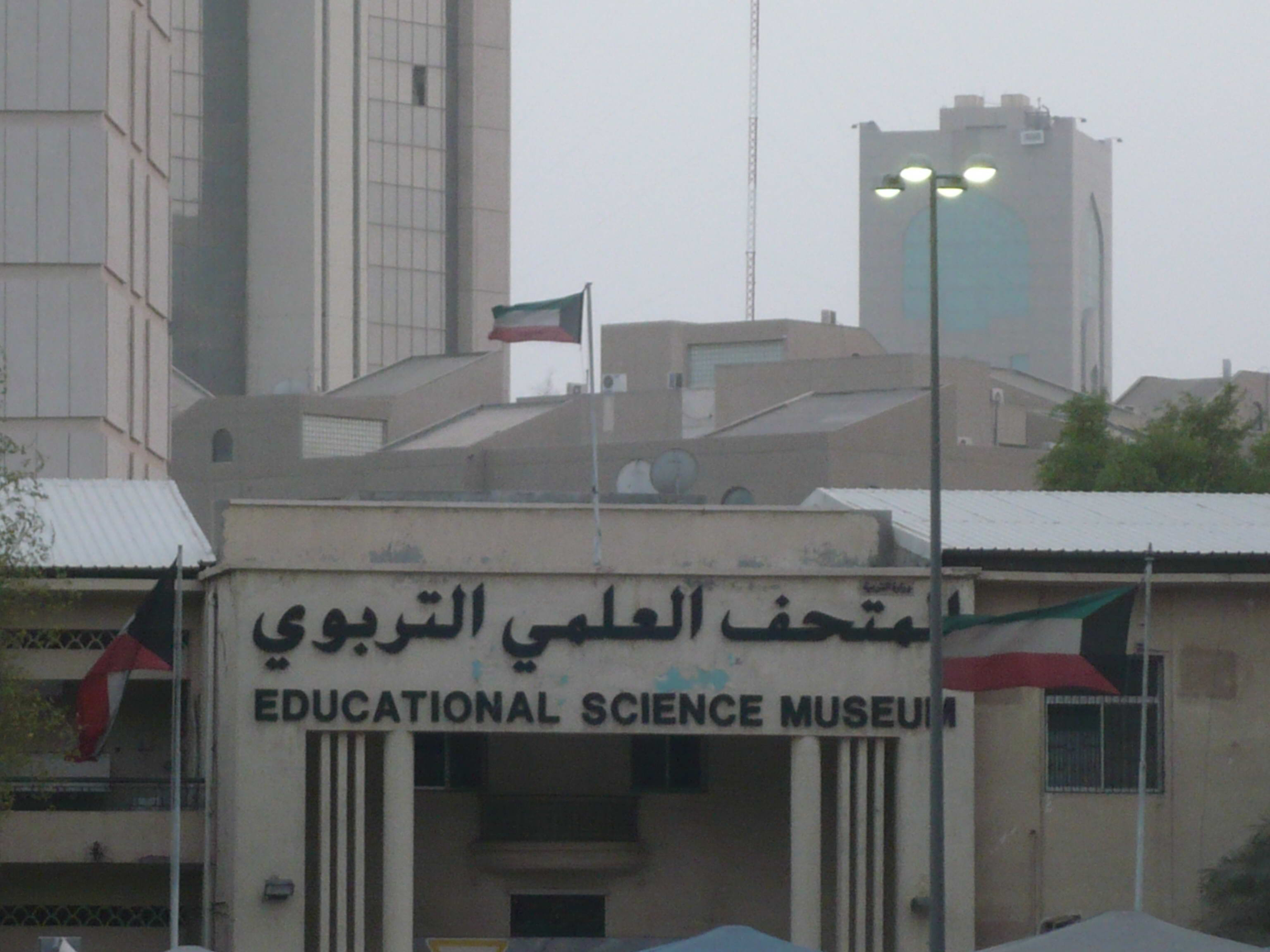
تولى عبد الله الدحيان الإمامة والخطابة والتدريس في مسجد ناصر بن يُوسُف البدر، هُدِمَ المسجد وبُنِيَ على أنقاضه المتحف العلمي.

لم يقتصر طلب العلم عند عبد الله الدحيان في رحلة الحج إذ كان له بعد استقراره في مدينة الكويت مراسلات مع فقهاء الحنبلية في نجد والشَّام وكانت هذه المراسلات عبر الرسائل، ومن هؤلاء العلماء: مُؤرِّخ وعلَّامة نجد ابن عيسى الذي أجاز عبد الله الدحيان في الفقه الحنبلي مرتين؛ وكانت الإجازة الأولى المُختصَرة في سنة 1326 هـ والإجازة الثانية المُطوَّلة سنة 1332 هـ، ومن علماء الشَّام كان له مراسلاتٌ مع علَّامة الشَّام ابن بَدْرَان وعلى الرغم من عدم مقابلة عبد الله الدحيان لابن بَدْران إلا أن المراسلات بينهما كانت العامل الأساسي لتبادل العلم بينهما، كان عبد الله الدحيان في رحلته للحج سابقًا يجمع كتب فقهاء الحنبلية ويخزنها في مكتبته الشخصية وله عناية خاصة بكتب المتأخرين منهم(6)، وعَدَّد أمين مكتبة وزارة الأوقاف الكويتية مُحمَّد الأشقر مخطوطات مكتبة عبد الله الدحيان والتي يقدر عددها ما بين 400 – 500 مخطوطة ما يدل على حرصه لها وتعتبر مكتبته أكبر مكتبة شخصية تحمل مخطوطات في الكويت.

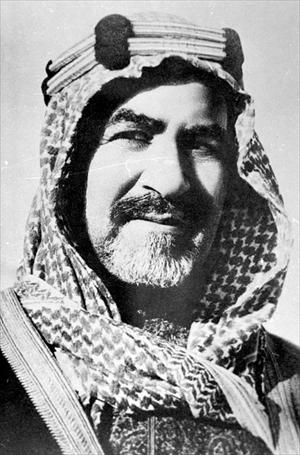
الشيخ أحمد الجابر الصباح عاشر أُمراء الكويت، عيَّن أحمد الجابر عبد الله الدحيان قاضيًا على الكويت سنة 1348هـ/1930م.

عمل عبد الله الدحيان في مسجد ناصر بن يُوسُف البدر وتولى الإمامة والخطابة وساعده في ذلك مسكنه حيث كان يسكن قرب المسجد، وأُعجب الناس كثيرًا بخُطَبِه وكان كثيرٌ منهم يقطع مسافاتٍ بعيدةٍ إلى الكويت للاستماع لخطبته والصلاة خلفه، وكان الشيخ عبد الله الدحيان مدرسًا لطلاب العلم حيث كان بعد طُلُوع الشمس يقرأ عليهم تفسير ابن كثير وفتح الباري، وبعد صلاة المغرب يقرأ كتبًا مُنوَّعة إلى صلاة العشاء، وبعد صلاة العشاء يجيب على أسئلة الطلبة.

### تولي القضاء
استقر القضاء في الكويت متسلسلًا في أسرة العداسنة فترةً زمنيةً وكان آخر من تولى القضاء منهم عبد الله بن خالد العدساني وتوفي في سنة 1348هـ/1930م وبعد وفاته بقي منصب القضاء في الكويت شاغرًا لمدة شهر، عُرف الشيخ عبد الله الدحيان بالورع والصلاح والعلم داخل الكويت وخارجها ولذلك رأى كثيرٌ من أهلها توليته قاضيًا على الكويت، لكن الشيخ رفض تولي المنصب رغم النصائح الكثيرة من الوُجهاء والأعيان من قبل الشيخ أحمد الجابر الصباح، وفي النهاية وافق عبد الله الدحيان على تولي المنصب مجبرًا نظرًا لعدم توفر بديل له فألزمه الأمير أحمد الجابر الصباح وكيلًا للقضاء حتى يجدوا من يحلُّ مكانه، ويقول تلميذ عبد الله الدحيان مُصلح الكويت يُوسُف بن عيسى القناعي عن توليه للقضاء: «وكانت توليته القضاء بإلزام الشَّيخ أحمد الجابر لأنه مُتعيِّن عليه القيام بهذه الوظيفة حيث لم يوجد من يماثله في العِلْم والصَّلاح».
تولى عبد الله الدحيان مهنة القضاء في الكويت سنة 1348هـ/1930م ومدحه كثيرٌ من الباحثين لعَدلِهِ في القضاء واشتهر بهذا خارج الكويت؛ ويقول تلميذه عبد الله النُّوري عن فترة قضاء عبد الله الدحيان ومنهجه في الحُكم: «وعدله المشهور دليلٌ على صِدق إيمانه، وثبات يقينه بربه، ولي القضاء، فَحَكَمَ فَعَدَل، ولم يخف في الله لومة لائم، ولا بطش ظالم، يأتيه الخصمان فيسمع كل منهما حجته، ثُمَّ يعرض عليهما الصُّلح فإن قَبِلَا وإلا حكم بما أعتقد أنَّه الحق»، وكان الشيخ أحمد الجابر الصباح راضيًا بتوليه وبمنهجه وكان كلما يصدر حُكم من عبد الله الدحيان يقبل به.

## وفاته
أُصيب الشيخ عبد الله الدحيان بمرض ذات الجنب بعد صلاة الفجر يوم الجُمُعة في تاريخ 25 رمضان 1349هـ/14 فبراير 1931م وأحس بألمٍ في أحد جانبي صدره وأثَّر عليه المرض حتى وصل به بحضور صلاة الجُمُعة مأمومًا لا إمامًا، خشي الناس من حالة عبد الله الدحيان وكانت آثار الألم من المرض ظاهرةٌ في وجهه فبدأ الناس في المسجد يتحاورن فيما بينهم حول صحة الشيخ، وبعد ثلاثة أيام من المرض في ليلة يوم الاثنين تاريخ 28 رمضان 1349هـ/17 فبراير 1931م توفي الشيخ عبد الله الدحيان عن عمرٍ لا يتجاوز 57 سنة، وحزن أهل الكويت على وفاته ويوصف عبد الله النُّوري حالة الشعب الكويتي آنذاك قائلا: «لم يحزن شعب بأكمله لوفاة فرد مثلما حزن الشعب الكويتي يوم وفاة الشيخ عبد الله بن خلف»، شُيِّع جُثمانه بعد ساعتين ونصف من وفاته وخرج كثير من الشيوخ والشباب والصبيان في جنازته وشهد جنازته الشيخ أحمد الجابر الصباح وعامة الناس من أهل الكويت.
بعد وفاة الشيخ عبد الله الدحيان حَدَّث بعض الأُدباء أنهم رأوا الشيخ في مناماتهم ويُحدِّث الشيخ أحمد الغنام الرشيد قائلًا عن رحلة براك بن عبد المحسن العجيل: «أن برَّاك بن عبد المحسن العجيل كان مُسافرًا إلى قطر، وكانوا يحملون تجارة إليها، وفي أثناء طريقهم - في البحر - رأى في المنام قصرًا مشيدًا، وحوله رجلان معتمان عليهما ثياب بيضاء، فسألهما لمن القصر؟ فقالا: للشَّيخ عبد الله الخلف. فلمَّا وصلوا إلى جامع قطر وإذا المؤذن يقول: صلُّوا صلاة الغائب على الشيخ عبد الله الخلف»، وحدَّث الشَّاعر إبراهيم بن سُلَيْمان الجرَّاح عن رحلة خالد الشطي قائلًا: «كان خالد الشطي ومعه جماعة آخرون مسافرين في البحر فرأى فيما يرى النائم كأنهم في مسجد البدر يصلُّون القيام، وكان مرزوق البدر يأتي بالسِّراج ثم انفطأ السِّراج فجأة، وحصل عند القوم شيء من الاضطراب ويتساءلون من يضيء السراج، فقام أحمد الخميس فأضاء السراج ولكنه ليس كضيائه المرة الأولى من حيث قوة الإنارة، فلما وصلوا الكويت وإذا بخبر وفاة الشيخ عبد الله قد انتشر بين الناس».

## مؤلفاته

كتاب المسائل الفقهية للدَّحيَّان، طبعة داري لطائف وغراس سنة 1433هـ/2012م.

لم تكن مُؤلَّفات الشيخ عبد الله الدحيان كثيرةً بالرغم من علمه ومكانته العالية في الكويت ويرجع ذلك إلى انشغاله بقضاء حوائج الناس مما حرمه من التفرغ في التأليف ولم يبقى من مؤلفاته إلا القليل والبعض منها في التقارير والحواشي، ويتضح من ذلك قول ابن أخته أحمد خميس الخلف في مخطوطات وعلم عبد الله الدحيان قائلًا: «مِمَّا لو جُمِعَ لكان مُجلدًا لضيق وقته بسبب قيامه بحوائج النَّاس وما يعود عليهم بالنفع والمصلحة العامة»، ومؤلفات عبد الله الدحيان هي:
- ديوان الخطب المنبريَّة العصريَّة
- الفُتُوحات الرَّبَّانيَّة في المجالس الوعظية
- المسائل الفقهيَّة
- العُقُود الياقُوتيَّة في جِيْد الأسئلة الكُوَيْتيَّة(7)
- اهتداء النَّاسك بمعرفة المهمِّ من المَناسِك
- قصيدة رحلة الحج
- رسالة في ختم القرآن(8)

## شيوخه وتلاميذه

### شيوخه

صورة شخصية لمُحمَّد بن عبد العزيز بن مانع، أحد شيوخ عبد الله الدحيان.

صورة شخصية لعلَّامة الكويت الشيخ مُحمَّد بن سُلَيْمان الجَرَّاح، أحد أبرز تلاميذ الشيخ عبد الله الدحيان

تتلمذ الشيخ عبد الله الدحيان بدايةً في الكويت على يد والده المُلَّا خلف والعلَّامة محمد بن عبد الله الفارس وتعلم منهم مبادئ الفقه واللغة العربية، ثم تتلمذ على يد بعض فقهاء الحنبلية في مدينة الزُّبَير العراقية ومن هؤلاء الفقهاء: صالح بن حمد المُبَيِّض وعبد الله بن عبد الرَّحمٰن الحمود ومُحمَّد بن عبد الله آل عوجان، وأخذ من الفقه والحديث على يد علماء نجد خلال رحلته للحج ومن هؤلاء العلماء: علَّامة نجد إبراهيم بن صالح بن عيسى وعلَّامة القصيم محمد بن عبد الكريم الشبل القصيمي وعلَّامة الشَّام عبد الله بن صوفان القَدُّومي، وعندما استقر عبد الله الدحيان في الكويت كانت له مراسلات مع شيوخه في المناطق المجاورة ومن هؤلاء الشيوخ: علَّامة نجد إبراهيم بن صالح بن عيسى وعلَّامة الشَّام عبد القادر بن بَدْرَان والشيخ مُحمَّد الأمين الشِّنْقيطي وعلَّامة العراق محمود شكري الآلوسي وعلَّامة القصيم محمد بن عبد العزيز بن مانع.

### تلاميذه
كان كثير من طلاب العلم ينتفعون بمجالس الشيخ الدحيان العلمية، ويقول يوسف بن عيسى القناعي عن مجالسه: «وكان محله مدة حياته مجمعًا لطلبة العِلْم صباحًا ومساءً، واستفاد منه كثير من طلبة العلم في الكويت»، ومن تلاميذه:
- مُحمَّد بن سُلَيْمان آل جرَّاح
- عبد الله النُّوري
- يُوسُف بن عيسى القناعي
- عبد العزيز الرشيد
- يُوسُف بن حمود
- عبد العزيز بن حَمَد آل مُبارك
- أحمد الخميس الخَلَف
- عبد الرَّحمٰن الدوسري
- داوُد بن سليمان آل جَرَّاح
- عبد الوهاب بن عبد الله الفارس
- عبد الوهاب بن عبد الرحمن الفارس

وغيرهم الكثير الذي قدَّر الباحث محمد بن ناصر العجمي عددهم والذي يصل لأكثر من 20 طالبًا.

## عقيدته ومذهبه

### العقيدة

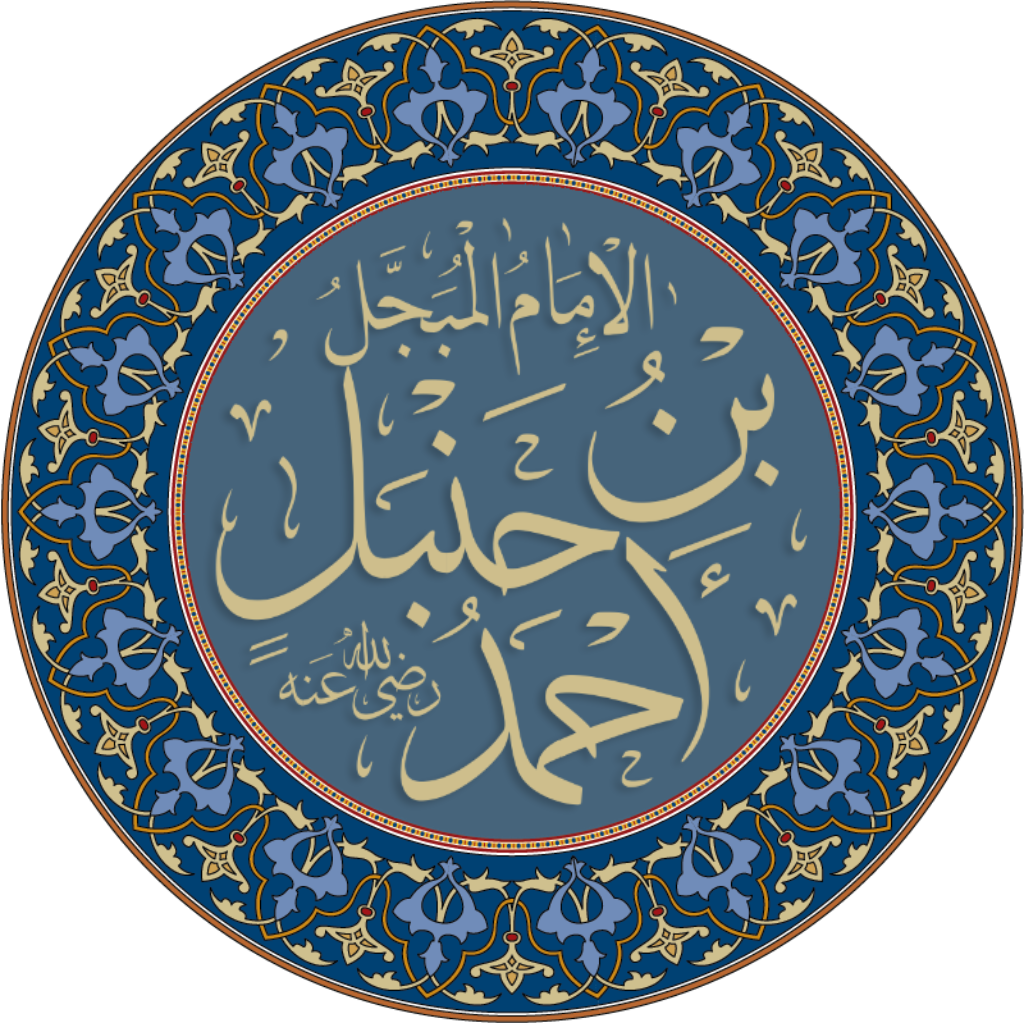
تخطيط اسم الإمام المُبجَّل أحمد بن حنبل بخط الثُّلُث، ملحوقًا بالترضي عنه: ، تمذهب الشيخ عبد الله الدحيان على فقه أحمد بن حنبل.

صرح الشيخ عبد الله الدحيان أكثر من موضع حول اعتقاده بعقيدة أهل الأثر ويوضح ذلك في نسبته إليهم، حيث يعرف عن نفسه قائلًا: «عبد الله بن خلف بن دحيان الحربي الحنبلي السلفي الأثري»، ويبين أنه سلك طريق أهل السَّلَف ومنهجهم من خلال انتسابه إليهم وتزيد مصداقية اتباعه هذا المنهج من المراسلات التي جرت بينه وبين الفقهاء الحنبلية في المناطق المجاورة، حيث تظهر نصوص هذه الرسائل اتباع عبد الله الدحيان منهج السَّلفية ومن ضمن هذه المراسلات هي رسالة علَّامة الشَّام ابن بَدْرَان إلى عبد الله الدحيان تاريخ 12 صفر 1344هـ/10 سبتمبر 1925م(9) يصفه قائلًا: «القائم بنُصرة مَذْهَب السَّلَف».

### المذهب
كان الشيخ عبد الله الدحيان متمذهبًا على فقه الإمام أحمد بن حنبل وكان يجمع كتب الحنبلية ويعتني بها، ودرَّس هذه الكتب إلى طلبة العِلم حيث يقرأ دليل الطالب وزاد المستقنع وشرح البُهُوتي له إليهم، وكان معروفًا بتمذهبه عند العلماء الفقهاء فكانت أغلب رسائله إليهم يتمحور موضوعها حول الفقه الحنبلي وقال المؤرِّخ عبد العزيز الرشيد: «وله في الفقه الحنبلي يَدٌ طُولى».

## حياته الشَّخصيَّة

### صفاته الخَلْقية
كان الشيخ عبد الله الدحيان متوسط الطول وقَمْحي اللون ولم يكن به شيبٌ كثيرٌ في أواخر عُمره وكان يكحل عينيه بالإثمد قبل كل ليلة ودائمًا يلبس العمامة يوم الجُمُعة وفي باقي الأيام يلبس البِشْت، ويقول عبد الله النُّوري في لباس عبد الله الدحيان: «لم يلبس فاخر اللباس، ولا انتعل بغالي النعال، بل كان يكتفي منهما بما يكفيه، بما يرد عنه غائِلة برد، أو يمنع عنه وقدة حر»، وكان حُسن الصوت في القُرآن وكان في الحديث خافضًا صوته وكان كثير الذِّكر لله.

### صفاته الخُلُقية

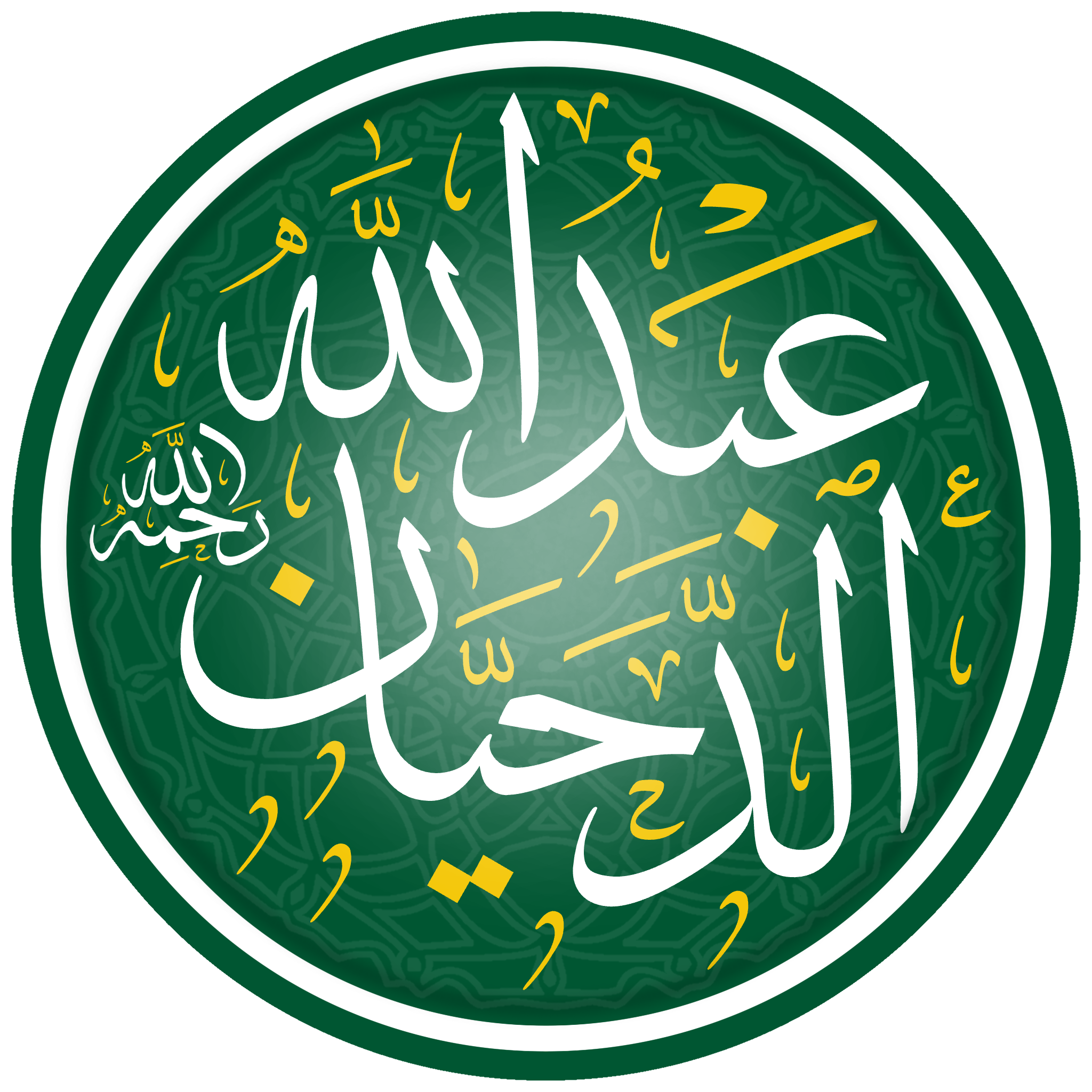
تخطيط اسم عبد الله بن خلف الدحيان بخط الثُّلُث.

عُرف عبد الله الدحيان بأخلاقه بين أهل الكويت وكان يُضرب به المثل في حُسن الخُلُق من التواضع والاستقامة وكان أمام الناس سَمْحًا وكريمًا ويتفقد أحوال أصحابه وجيرانه، وكان محبًّا للأعمال الخيرية ويحث طلابه على عمل هذه الأعمال وكان يحث على العلم ونشره ويدل على ذلك عندما تأسست المدرسة الأحمدية سنة 1340هـ/1921م كان أول خطيب افتتحها وشكر القائمين على تأسيسها، وكان عبد الله الدحيان أحيانًا يُمازح مع طلابه وذكر عددٌ منهم مثل عبد الله النُّوري والشاعر إبراهيم بن سُلَيْمان آل جَرَّاح بعض الطُّرف الواقعة معه، ويقول عبد الله النُّوري في عبد الله الدحيان: «وكان يمزح مع الكثير من تلامذته وأصحابه».

### ذريته
أنجب عبد الله الدحيان ثلاثة أبناء ومن البنات اثنتين ومن البنين واحد وأمَّا البنات هن: نورة وعائشة، وأمَّا البنون هم: مُحمَّد وبه يُكنَّى، ولما توفي الشيخ عبد الله الدحيان كان عمر محمد خمسة عشرة سنة وتوفي محمد في سنة 1394هـ وله ذرية منهم الدكتور عبد الله بن محمد بن عبد الله الدحيان عميد كلية التربية في جامعة الكويت، وأما حال البنات فإن عائشة توفيت سنة 1407هـ ونورة لا زالت حية.

## أقوال العُلماء فيه
نال الشيخ عبد الله الدحيان إعجاب علماء المناطق المجاورة لما له من الإسهامات العلمية في الفقه الحنبلي ومحاسن أخلاقه فلم يُقال فيه إلا المدح والعلماء الذين أثنوا عليه هم:
- قال علَّامة العِراق محمود شكري الآلوسي (ت 1342هـ): «العالم الجليل والكامل النَّبيل، تذكرة السَّلَف الشيخ عبد الله بن خلف»
- قال المؤرِّخ ابن عيسى (ت 1343هـ): «فَخْرَ العُقلاء، زُبدة النُّبلاء، العُمْدة في نقله وتحقيقه، والقدوة في تحريره وتدقيقه المُنتخب من أعز أصلاب قبيلة حرب، بهجة الزمان، نادرة الأوان الشيخ عبد الله بن خلف»
- قال علَّامة الشَّام ابن بَدْرَان (ت 1346هـ): «شيخ القُطر الكُويتي، والنَّجْدي؛ الشيخ عبد الله بن خلف بن دحيان عَالِم تلك البقاع وفاضلها»
- قال المؤرِّخ عبد العزيز الرشيد (ت 1356هـ): «أستاذنا الفاضل الشيخ عبد الله بن خلف الدحيان هو أجل علماء الكويت وأصلحهم»[43]
- قال الشَّيخ الشَّاعر عبد العزيز بن حمد آل مبارك (ت 1360هـ):

- قال العلَّامة محمد بن عبد العزيز بن مانع (ت 1385هـ): «حضرة العلَّامة الأوحد والفَهَّامة الأمجد، العَالِم العَامِل والفاضل الكامل، الأخ الشَّيخ عبد الله بن خلف»

## الهوامش
1: نسبةً إلى قبيلة حرب.
2: نسبةً إلى تمذهُبه بفقه الإمام المُبجَّل أحمد بن حنبل.
3: نسبةً إلى اتِّباعه منهج أهل السَّلَف.
4: نسبةً إلى اعتقاده بعقيدة أهل الأثر.
5: نسبةً إلى مدينة الْكُوَيْت حيث مكان نشأته، على الرغم من أن الشيخ عبد الله الدحيان لم يضف هذه التسمية في اسمه، إلا أن بعض المحققين لمؤلفاته أضافوها.
6: الحنبلية المتأخِّرون هم الطبقة الثالثة من الحنبلية ويبدؤون من الإمام المرادوي.
7: لم يذكر الباحث محمد بن ناصر العجمي هذا المُؤلَّف ضمن القائمة ولكن حققته وزارة الأوقاف الكُوَيتية ويُصنَّف أنه عملٌ مشتركٌ مع علَّامة الشام ابن بدران.
8: طُبِعَت رسالة ختمه للقرآن مع كتاب «حادي الأنام إلى دار السلام» للمُلَّا أبو بكر الأحسائي بطبعة المكتبة العِلمية في المدينة المُنوَّرة؛ هنا:
9: حُدِّد التاريخ الميلادي باستخدام محوِّل التاريخ في موقع التقويم الهجري الرسمي للمملكة العربية السُّعودية.

### فهرس المراجع
منشورات
عربيَّة
1. 1 2 3 4 5 6  العجمي (1994)، ص. 25.
2. ↑  الدحيان (2012)، ص. 15.
3. 1 2  الحميدي (2023)، ص. 8.
4. 1 2 3 4 5 6  العتيقي (2022)، ص. 37.
5. 1 2 3  الدحيان (2012)، ص. 16.
6. ↑  العجمي (1994)، ص. 26.
7. ↑  العجمي (1994)، ص. 29.
8. ↑  [أ] الدحيان (2010)، ص. 16.
[ب] العجمي (1994)، ص. 31.
9. 1 2 3  العجمي (1994)، ص. 30.
10. 1 2 3 4  الدحيان (2012)، ص. 17.
11. ↑  الدحيان (2010)، ص. 16.
12. 1 2  العجمي (1994)، ص. 38.
13. ↑  الحميدي (2023)، ص. 10.
14. ↑  الدحيان (2010)، ص. 19.
15. ↑  الحميدي (2023)، ص. 28.
16. ↑  الدحيان (2012)، ص. 18.
17. ↑  المنيس (2005)، ص. 27.
18. ↑  العجمي (1994)، ص. 39.
19. ↑  العجمي (1994)، ص. 40.
20. 1 2  القناعي (1946)، ص. 51.
21. 1 2  النوري (1970)، ص. 15.
22. ↑  العجمي (1994)، ص. 41.
23. ↑  العجمي (1994)، ص. 218.
24. ↑  النوري (1988)، ص. 78.
25. ↑  العجمي (1994)، ص. 221.
26. 1 2  العجمي (1994)، ص. 222.
27. ↑  الدحيان (2012)، ص. 19.
28. ↑  الدحيان (2011)، ص. 10.
29. ↑  العجمي (1994)، ص. 214–216.
30. ↑  الحميدي (2023)، ص. 9.
31. ↑  العجمي (1994)، ص. 50–53.
32. ↑  الدحيان (2017)، ص. 14.
33. ↑  العجمي (1994)، ص. 112.
34. ↑  العجمي (1994)، ص. 49.
35. ↑  الرشيد (1978)، ص. 328.
36. ↑  النوري (1970)، ص. 14.
37. ↑  العجمي (1994)، ص. 37.
38. ↑  العجمي (1994)، ص. 32.
39. ↑  العجمي (1994)، ص. 35.
40. ↑  العجمي (1994)، ص. 36.
41. ↑  العجمي (1994)، ص. 217.
42. ↑  العجمي (1994)، ص. 42–45.
43. ↑  الرشيد (1978)، ص. 327.
44. ↑  [أ] الدحيان (1999)، ص. 11.
[ب] الدحيان (2012)، ص. 15.
[جـ] الدحيان (2017)، ص. 12.
[د] الحميدي (2023)، ص. 8.
45. ↑  القعيمي (2014)، ص. 23.
46. ↑  الدحيان (2010)، ص. 5.
47. ↑  العجمي (1994)، ص. 215.
48. ↑  الأحسائي، ص. 200–204.

### بيانات المراجع (مُرتَّبة حسب تاريخ النَّشر)
الكُتُب
العربيَّة
- أبو بكر الملا الأحسائي (د.ت.)، حادي الأنام إلى دار السَّلام (ط. مجهول)، المدينة المنورة: المكتبة العلمية، OCLC:4770277631، QID:Q127228217 {{استشهاد}}: تحقق من التاريخ في: |publication-date= (مساعدة)
- يوسف بن عيسى القناعي (1946)، صفحات من تاريخ الكُوَيْت (ط. 1)، القاهرة: دار سعد، OCLC:4771131157، QID:Q126958135
- عبد العزيز الرشيد (1978)، تاريخ الكويت، تحقيق: يعقوب الرشيد (ط. مجهول)، بيروت: دار مكتبة الحياة، OCLC:15640208، QID:Q127236723
- عبد الله النوري (1988)، خالدون في تاريخ الكويت (ط. 1)، مدينة الكويت: ذات السلاسل، LCCN:88966271، OCLC:20296587، OL:2179879M، QID:Q127002126
- محمد بن ناصر العجمي (1994)، علَّامة الكُوَيْت الشَّيْخ عبد الله الخَلَف الدَّحيَّان: حَياتُهُ وَمُراسَلَاتُهُ العِلْمِيَّة وَآثَارُه (ط. 1)، الكويت: مركز البحوث والدراسات الكويتية، OCLC:4770047280، QID:Q126712389
- عبد الله بن خلف الدحيان (1999)، مجالس رَمَضَان الوعظيَّة، تحقيق: ياسر بن إبراهيم المزروعي (ط. 3)، بيروت: دار البشائر الإسلامية، OCLC:4770008809، QID:Q127161251
- وليد عبد الله المنيس (2005). عالم الكويت وفقيهُها وفرضيُّها مُحمَّد بن سُلَيْمان آل جَرَّاح: سيرتُه ومراسلاتُه وآثارُه العِلميَّة (ط. 2). الكويت: مركز البحوث والدراسات الكويتية. ISBN:99906-56-26-6. OCLC:1240701919. QID:Q126946716.
- عبد الله بن خلف الدحيان (2010)، سؤالات علَّامة الكُوَيْت، تحقيق: الطاهر بن الأزهر خذيري (ط. 2)، الكويت: وزارة الأوقاف والشؤون الإسلامية، QID:Q126908945
- عبد الله بن خلف الدحيان (2011)، الخطب المنبريَّة العصريَّة، تحقيق: محمد بن ناصر العجمي (ط. 3)، بيروت: دار البشائر الإسلامية، QID:Q127038680
- عبد الله بن خلف الدحيان (2012)، المَسَائل الفِقْهِية على مذهب الإمام المُبَجَّل أحمد بن حَنْبَل: العبادات، تحقيق: تركي محمد النصر (ط. 1)، الكويت: لطائف، غراس، LCCN:2013320052، OCLC:846865704، OL:31219084M، QID:Q126765566
- أحمد بن ناصر القعيمي (2014). مدارج تفقه الحنبلي: رسمٌ لمنهج التفقه على المذهب الحنبلي وإطلالةٌ على عمد مؤلفاته (ط. 1). لندن: تكوين. ISBN:978-603-01-4587-4. LCCN:2015342441. OCLC:937998396. OL:44540714M. QID:Q126950405.
- عبد الله بن خلف الدحيان (2017)، اهتداء النَّاسِك بِمعرفة المهمِّ من المنَاسِك، تحقيق: وليد عبد الله المنيس (ط. 1)، الكويت، عَمَّان: لطائف، أروقة، QID:Q127210880
- عماد محمد العتيقي (2022). تاريخ القضاء والقضاة في الكويت (ط. 1). الكويت: مركز البحوث والدراسات الكويتية. ISBN:978-9921-750-32-4. LCCN:2023358141. OCLC:1378072153. QID:Q126741186.
- محمد الحميدي (2023). عادات علَّامة الكُوَيْت الدَّحيَّان في مخطوطاته (ط. 1). عَمَّان: دار الرياحين. ISBN:978-9923-797-23-5. QID:Q126879892.

مجلات
العربيَّة
- عبد الله النُّوري (4 جُمادى الأولى 1390 هـ / 7 يوليو 1970). "عالم الكويت وعلمها: الشيخ عبد الله ابن خلف ابن دحيَّان". مجلة المجتمع ع. 17: 14–15. {{استشهاد بدورية محكمة}}: تحقق من التاريخ في: |تاريخ= (مساعدة)

## وصلات خارجية
- عبد الله بن خلف الدحيان على موقع موسوعة الديوان الشعرية
- عبد الله بن خلف الدحيان على موقع المكتبة المفتوحة (الإنجليزية)

- ضاري المطيري (24 يوليو 2012). "الشيخ عبد الله بن خلف الدَّحيَّان". جريدة الأنباء. مؤرشف من الأصل في 2024-06-26. اطلع عليه بتاريخ 2024-06-24.
- نور الدين قلالة (1 سبتمبر 2020). "العلَّامة الفاضل عبد الله الدَّحيَّان." إسلام أون لاين. مؤرشف من الأصل في 2023-12-25. اطلع عليه بتاريخ 2024-06-24.

| عبد الله بن خلف الدحيان        |                         |                           |
| سبقه خالد بن عبد الله العدساني | قاضي الكويت 1930 - 1931 | تبعه يوسف بن عيسى القناعي |